# 후쿠오카 대학 축구부
후쿠오카 대학 축구부(일본어: 福岡大学サッカー部)는 일본 후쿠오카현 후쿠오카시 위치한 후쿠오카 대학의 축구부이다.